# FC Amsterdam
Maillots
Le Football Club Amsterdam est un club néerlandais de football disparu basé à Amsterdam. 

## Histoire

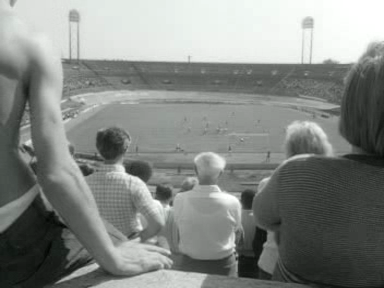
FC Amsterdam-PSV Eindhoven en août 1973.

Le FC Amsterdam est issu de la fusion de trois clubs amstellodamois, Blauw-Wit, DWS et De Volewijckers, le 20 juin 1972, dans le but de créer un grand club pouvant mettre à mal l'hégémonie de l'Ajax. Le club naît surtout de la volonté de Dé Stoop, qui a été auparavant dirigeant de DWS.
Le club atteint les quarts de finale de la Coupe UEFA 1974-1975, en éliminant dans son parcours les Italiens de l'Inter Milan. 
Le club est relégué en deuxième division en 1978, et quitte le Stade olympique d'Amsterdam en 1980, faute de spectateurs.
Le club fait faillite puis est dissous le 17 mai 1982.

## Anciens joueurs
- Rob Bianchi
- Willy van Bommel
- Hans Bouwmeester
- Leo De Leeuw
- Chris Dekker
- Frits Flinkevleugel
- Jan Fransz
- Nico Jansen
- Jan Jongbloed
- Ton Jung
- Tjeerd Koopman
- Frank Kramer
- Gerard van der Lem
- Geert Meijer
- Leen van der Merkt
- Heini Otto
- Piet Pranger
- Dries Roelvink
- Rein Slemmer
- André Wetzel

## Parcours européen
| Saison    | Compétition     | Tour          | Pays | Club adverse           | Score            |
| --------- | --------------- | ------------- | ---- | ---------------------- | ---------------- |
| 1973      | Coupe Intertoto | Groupe        |      | AC Nitra               | 2-3 (D), 1-4 (E) |
|           |                 |               |      | Eintracht Braunschweig | 0-0 (D), 4-1 (E) |
|           |                 |               |      | Vejle BK               | 5-1 (D), 1-5 (E) |
| 1974-1975 | Coupe UEFA      | Premier tour  |      | Hibernians FC          | 5-0 (D), 7-0 (E) |
|           |                 | Deuxième tour |      | Inter Milan            | 2-1 (E), 0-0 (D) |
|           |                 | 1/8           |      | Fortuna Düsseldorf     | 3-0 (D), 2-1 (E) |
|           |                 | 1/4           |      | 1. FC Cologne          | 1-5 (E), 2-3 (D) |
| 1975      | Coupe Intertoto | Groupe        |      | CF Belenenses          | 0-1 (D), 0-1 (E) |
|           |                 |               |      | Spartak Trnava         | 1-1 (D), 0-2 (E) |
|           |                 |               |      | Kjøbenhavns Boldklub   | 5-4 (D), 1-0 (E) |
| 1977      | Coupe Intertoto | Groupe        |      | Halmstads BK           | 1-1 (D), 1-1 (E) |
|           |                 |               |      | Vojvodina Novi Sad     | 1-2 (D), 2-2 (E) |
|           |                 |               |      | Maccabi Jaffa FC       | 3-1 (D), 1-2 (E) |